# XOXO (álbum de Sara Tunes)
XOXO es el segundo álbum de estudio de la cantante de música pop, dubstep, dance y electrónica, Sara Tunes, dicho trabajo discográfico no ha sido lanzado al mercado musical, no obstante ya ha lanzado cuatro sencillos musicales y 2 sencillos promocionales completamente en inglés en Colombia, Latinoamérica y Estados Unidos. Además posiblemente sea el álbum que Tunes lanze en Europa.
Durante la misma época tunes colaboró en la canción My Story del cantante ColomboArgentino John Michael, y también en una remezcla de la canción Beretta (Yolo) de Fainal Ft. Miller, y además presto su voz para el sencillo de Daniel 3palacios y Fainal, titulado I Don't Give A Fuck, las dos últimas serían incluidas en el álbum como material de Bonus Track. Y estreno la canción Pasión Of Goal como banda sonora del Mundial de Fútbol 2014.
El trabajo causó controversia al ser el álbum de transición de la artista a una música más madura, y con una visión internacional. El álbum aun sin ser lanzado llamó la atención de los críticos quienes elogiaron la imagen más adulta y sensual de la cantante, su poderosa voz y la calidad de su producción, además de la originalidad de sus vídeos musicales. El proyecto también fue comparado positiva mente con trabajos de la cantante Britney Spears que consideraron a Sara no como una estrella naciente, sino como una artista internacional y de alto nivel.
El álbum está siendo producido por Fainal, y durante el estreno de la canción Do You Believe In Love ambos artistas confirmaron su noviazgo.

## Antecedentes

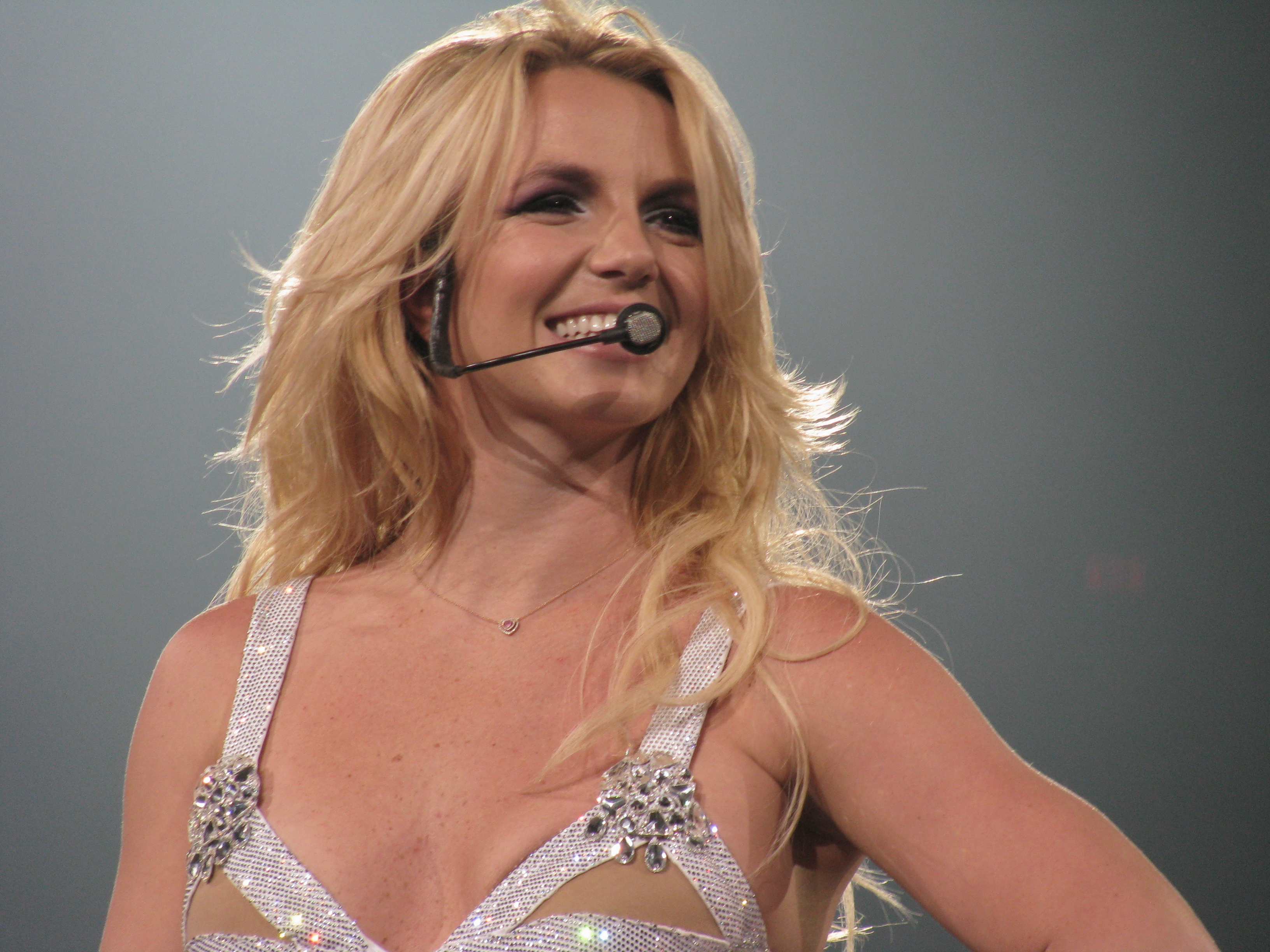
Para la creación de XOXO, Sara Tunes se inspiró en Britney Spears.

Sara Tunes se presentó junto a Paty Cantu, y Marco Di Mauro en el "Vacaciones Pop Festival" de Radio Tiempo como último acto promocional de su álbum Butterfly. Y confirmó que el vídeo de su sencillo "Lento" no sería rodado. Luego pese a las bajas ventas y las malas críticas de "Tu" el tercer sencillo del álbum, Tunes confirmó que comenzaría a trabajar en un nuevo proyecto discográfico.
Tiempo después la cantante lanzó un sencillo titulado «XOXO» en las cadenas radiales de Colombia, y luego en Venezuela, donde la cantante hizo una firma de autógrafos, poco después en su página web oficial se dio a conocer el vídeo musical. Hasta el momento el álbum no se ha sacado al aire hasta previo aviso.
Para una entrevista la cantante dijo que este sería el primer sencillo de su segundo trabajo discográfico que lleva el Mismo nombre.

## Promoción

### Sencillos
- XOXO

El 22 de septiembre de 2011 lanzó XOXO como primer sencillo en las cadenas radiales de Colombia, la canción es en su totalidad en inglés. Contó con críticas mayoritaria mente positivas por parte de la prensa, la canción contó con un éxito comercial alto, ocupó el segundo lugar el Top 100 de Colombia, y alcanzó el top 10 en diferentes países de Latinoam{erica, y Estados Unidos. Su vídeo musical fue estrenado el 10 de noviembre de 2011 en su canal de YouTube.
- Beautiful Life

El 6 de junio de 2012 la cantante lanza «Beautiful Life» como segundo sencillo oficial del álbum. La canción que tiene efectos del género Dubstep es una adaptación y nueva versión actualizada de un tema de la banda sueca Ace of Base, Sara decidió realizar la versión ya que de niña esta era su canción favorita. El sencillo contó con una crítica positiva de los medios que hablaron de la impecable producción y lo compararon con sencillos de Britney Spears y Rihanna, y contó con un éxito público y comercial moderado, donde solo se ubicó en el puesto número 9 del Top 100 de Colombia siendo el sencillo peor ubicado de la cantante en dicha lista. El 9 de agosto de 2012 finalmente estrena el vídeo oficial del sencillo a través de su sitio web, y su canal de YouTube
- VIP

El 27 de octubre de 2012 después de finalizar su XOTour Sara lanzó VIP como tercer sencillo de su segundo trabajo discográfico, marcando así una transición en su carrera a un pop más maduro y a una imagen más sexy y agresiva de la que ya venia trabajando, el sencillo contó con un excelente recibimiento crítico, la canción esta mejor estructurada que sus sencillos anteriores, pero no ha podido alcanzar el éxito de sus 2 primeros sencillos.  
VIP fue lanzado en exclusiva en el programa radial #1 de música electrónica del mundo World Dance Music con el reconocido DJ de Los 40 Principales Luis López, y seguido del estreno de un Vídeo Lyric emitido por el presentador del canal MTV Latinoamérica Gabo Ramos. La canción contó con críticas completamente positivas de la prensa quienes hablaron de su imagen su voz y su nuevo estilo musical, y además obtuvo un desempeño comercial favorablemente bueno, donde ocupó el segundo lugar en el Top 100 de Colombia y Estados Unidos, además de entrar al Top 10 en paices de Latinoamérica. Es el sencillo más exitoso del álbum. 
Este explosivo sencillo marcó a Sara Tunes como una de las cantantes latinas de pop más importantes de los últimos tiempos.
El 24 de abril de 2013 fue lanzado a través de su canal de YouTube y con la ayuda de Gabo Ramos el vídeo oficial del sencillo
- Blame On Me

El 3 de abril de 2013 Freak Out! Company publicó que Sara cantaría en el Madison Madison Square Garden el 10 de mayo del mismo año, en uno de los eventos más importantes del año, el "Madison Square Garden: The World's Most Famous Arena". donde tendrán cabida los artistas más influyentes del momento. El mismo escenario que ha visto pasar a artistas como Michael Jackson, Britney Spears, Rihanna, o Lady Gaga sería testigo del gran show de Sara Tunes con Alex Sensation, Tego Calderón, J Álvarez, J Balvin, N'Klabe y BlackPoint. Allí la cantante estrenaría su nuevo sencillo titulado Blame On Me. Días antes del show se dio a conocer a través de las redes sociales que la Tunes había sufrido una fuerte intoxicación por lo que su show tendría que ser cancelado puesto que ella se encontraba delicada de salud y estaba hospitalizada. Sus fanes quedaron a la espera del nuevo sencillo, a su vez el 7 de junio de 2013 la cantante lanzó su canción en las radios y las tiendas virtuales. La canción contó con críticas favorablemente positivas quienes elogiaron principalmente su capacidad vocal, y contó con un rendimiento comercial alto, ocupó el segundo lugar en el Top 100 de Colombia validando le así su cuarto número dos, y su séptimo top 10 en el dicho país. Y finalmente el 14 de octubre del mismo año estreno el vídeo musical del sencillo a través de su canal de YouTube, donde hasta el momento es el vídeo musical oficial más visto de la cantante.

### Sencillos Promocionales
- Do You Believe In Love

El 15 de diciembre de 2012 estreno un nuevo sencillo en el programa radial #1 de música electrónica del mundo World Dance Music con el reconocido DJ de Los 40 Principales Luis López titulado "Do You Believe In Love" con la colaboración de "Fainal" como DJ además de ser el productor de los demás sencillos del Álbum, y el novio de la cantante. La canción solo fue lanzada para las radios y el audio fue montado a su canal oficial de YouTube, y también al de Fainal. El sencillo no fue puesto en venta en i Tunes, ni se ha confirmado un vídeo musical.
- Valentine's Day (From "Hamlet")

Durante algunas entrevistas Sara Tunes hablo de uno de los proyectos más importantes de su carrera, que era la participación en la grabación de la banda sonora de una película estadounidense que sería una versión actualizada de Hamlet, y de esta manera grabó un sencillo que haría parte del Soundtrack de la cinta. Y posteriormente confirmó que la canción sería parte del álbum. Finalmente el 2 de noviembre de 2013 Tunes puso la canción a la venta en la tienda de descargas digitales i Tunes. La cantante no ha confirmado un vídeo musical del sencillo.
El sencillo solo fue lanzado para Estados Unidos siendo el primer sencillo de la cantante que no es lanzado en su país natal, actualmente cuenta con un rendimiento comercial moderado, puesto que la película aún no ha sido estrenada.

### Otros Sencillos
Sara Tunes colaboró en los sencillos Beretta (Yolo) que fue lanzada como el primer sencillo del cuarto álbum de estudio de Fainal quien también cuenta con la colaboración de Dj Miller, la cual encabezó el listado de la Colombia Top Dance Club durante ocho semanas consecutivas, y escalo en el top 10 de la National Report. Y luego colaboró en el primer sencillo de Daniel 3palacios I Don't Give A Fuck que también tiene la colaboración de Fainal, el sencillo logró la primera posición durante tres semanas de la Colombia Top Dance Club valiéndole a Tunes su séptimo sencillo #1 en la lista, y además alcanzó la primera posición de la National Report validándole Tunes su segundo #1 . Posteriormente se anunció que Tunes incluiría ambos sencillos dentro del álbum, como material de Bonus Track

### Presentaciones
Sara Tunes tuvo centenares de presentaciones para promover su segundo álbum de estudio, varias de ellas realizadas en discotecas y bares nocturnos de Colombia y Estados Unidos.
Sara Tunes se presentó en la entrega de los Premios Etores donde interpretó VIP.
También participó en un concierto en el municipio de envigado para acabar con la Homofobia.
Asistió a una entrevista en la emisora 2PlanetaRadio donde interpretó Blame on me, y en Hola New York donde interpretó VIP.
En Moka Sessions interpretó en forma acústica Blame On Me.
Además tuvo su participación el "Mega Movistar Fest" el evento musical Colombiano más importante del año, donde cantó sus más grandes éxitos.
Sara Tunes se presentó en la discoteca Purple de Medellín, donde interpretó VIP junto con cover de Britney Spears "Perfume" y de Lady Gaga "Venus".

### Otros Proyectos
Durante la época de promoción de su próximo álbum Sara Tunes tuvo otras participaciones, fue elegida para cantar el Himno Nacional de Los Estados Unidos en el Estadio de Los Redbulls de NYC el 17 de abril, durante un partido frente al Sporting KC (Kansas) para el campeonato de la MLS, era la primera vez que una cantante latina interpreta el Himno de dicho país para un campeonato deportivo.
El 20 de julio de 2013 Sara volvió a interpretar el Himno Nacional De Los Estados Unidos, esta vez seguido del Himno Nacional De La República De Colombia, en la celebración de la fiesta de independencia de Colombia realizada en el The Prudencial Center en Estados Unidos. Allí estuvo acompañada de otros grandes artistas Colombianos como Carlos Vives y Jorge Celedón.
Sara Tunes para una entrevista con Di Mode confirmó que había sido contratada para gravar la banda sonora de la película Hamlet que sería rodada como una nueva versión de la clásica historia.
El 14 de diciembre de 2013 la cantante subió el video de un cover grabado en vivo de la canción Say Something de A Great Big World & Christina Aguilera, allí aparece ella cantando frente a un micrófono y atrás se ve a Fainal tocando el piano mientras Sara Canta.

## Canciones confirmadas
- Edición estándar

| XOXO |                                         |                                                  |          |  |
| N.º  | Título                                  | Productor(es)                                    | Duración |  |
| 1.   | «XOXO»                                  | Sara Agudelo, Albeiro Agudelo, Alexander Berrio. | 4:01     |  |
| 2.   | «Beautiful Life»                        | John Ballard, Jonas Berggren.                    | 4:01     |  |
| 3.   | «VIP»                                   | Sara Agudelo, Susana Tunes.                      | 4:04     |  |
| 4.   | «Blame On Me»                           | Sara Agudelo, Albeiro Agudelo.                   | 3:35     |  |
| 5.   | «Do You Believe In Love» (Feat. Fainal) | Sara Agudelo, Santiago Carvajal.                 | 4:05     |  |
| 6.   | «Valentine's Day» ((From "Hamlet"))     | Sara Agudelo, Albeiro Agudelo.                   | 4:39     |  |

- Edición deluxe

| Edición deluxe |                                                                  |                                                          |          |  |
| N.º            | Título                                                           | Productor(es)                                            | Duración |  |
| 7.             | «Beretta (Yolo)» (Fainal Vs. Dj Miller Ft. Sara Tunes)           | Santiago Carvajal, Miller, Sara Agudelo.                 | 3:49     |  |
| 8.             | «I Don't Give A Fuck» (Dani 3palacios Vs. Fainal Ft. Sara Tunes) | Daniel Trespalacios, Santiago Carvajal, Sara Agudelo.    | 3:09     |  |
| 9.             | «Passion Of Goal» (Fainal Vs. Sara Tunes)                        | (From "World Cup 2014") Santiago Carvajal Vs. Sara Tunes | 4:18     |  |

- Remix Edition

| Remix Edition |                                       |                                 |          |  |
| N.º           | Título                                | Remezclador(es)                 | Duración |  |
| 10.           | «XOXO» (Remix)                        | Antonio Frogoozo                | 5:03     |  |
| 11.           | «XOXO» (Remix)                        | BitNoize                        | 3:23     |  |
| 12.           | «XOXO» (Remix)                        | ZDEY                            | 5:29     |  |
| 13.           | «XOXO» (Remix)                        | Steven Rios & John Vásquez      | 6:52     |  |
| 14.           | «XOXO» (Official Remix)               | Antonio Frogoozo                | 7:46     |  |
| 15.           | «Beautiful Life» (Versión portuguesa) | Fainal                          | 3:58     |  |
| 16.           | «VIP» (Versión Bouncy)                | Fainal                          | 4:06     |  |
| 17.           | «VIP» (Electronic Stage)              | Fainal                          | 3:55     |  |
| 18.           | «Blame On Me» (Electronic Remix)      | Dj Tombs                        | 3:26     |  |
| 19.           | «Blame On Me» (Remix)                 | ZDEY                            | 3:39     |  |
| 20.           | «Blame On Me» (Live Acustic)          | Stefano Pizzaia, Sergio Cardozo | 3:33     |  |